# Belgrado-Bania Luka 2018
La 12.ª edición de la Belgrado-Bania Luka se celebró en Serbia y Bosnia y Herzegovina entre el 28 y el 29 de abril de 2018 con inicio en la ciudad de Belgrado en Serbia y final en la ciudad de Bania Luka en Bosnia y Herzegovina. El recorrido consistió de un total de 2 etapas sobre una distancia total de 358,5 km.
La prueba forma parte del UCI Europe Tour 2018 dentro de la categoría 2.1 y fue ganada de punta a punta por el ciclista esloveno Gašper Katrašnik del equipo Adria Mobil. El podio lo completaron el ciclista ruso Roman Maikin del equipo Gazprom-RusVelo y el ciclista argentino Nicolás Tivani del equipo Trevigiani Phonix-Hemus 1896.

## Equipos participantes
Tomaron parte en la carrera 24 equipos de los cuales 1 fue de categoría Profesional Continental, 20 de categoría Continental y 3 selecciones nacionales, quienes conformaron un pelotón de 159 de los cuales terminaron 130.
| Equipo continental profesional- Gazprom-RusVelo Equipos continentales (20)- Adria Mobil - Bike Aid - D'Amico-Utensilnord - Dukla Banská Bystrica - Hrinkow Advarics Cycleang - Java-Partizan - Kőbánya Cycling Team - Ljubljana Gusto Xaurum - Meridiana Kamen - Minsk Cycling Club - My Bike-Stevens - Pannon - Pardus-Tufo Prostejov - Sangemini-MG.Kvis - Synergy Baku Project - Hurom - Team Novak - Torku Şekerspor - Trevigiani Phonix-Hemus 1896 - WSA-Pushbikers Equipos nacionales (3)- Croacia - Eslovenia - Serbia |
| |

## Etapas
La Belgrado-Bania Luka dispuso de 2 etapas para un recorrido total de 358,5 km.
| Etapa     | Fecha     | Recorrido           | type            | Distancia (km) | Ganador          | Líder            |
| --------- | --------- | ------------------- | --------------- | -------------- | ---------------- | ---------------- |
| 1.ª etapa | 28 de abr | Belgrado – Brčko    | etapa escarpada | 175,8          | Gašper Katrašnik | Gašper Katrašnik |
| 2.ª etapa | 29 de abr | Teslić – Bania Luka | etapa escarpada | 190            | Gašper Katrašnik | Gašper Katrašnik |

## Desarrollo de la carrera

### 1.ª etapa
| Belgrado - Brčko | etapa escarpada | (175,8 km) |

| \| Clasificación de la etapa \| Clasificación de la etapa \| Clasificación de la etapa \| Clasificación de la etapa \| Clasificación de la etapa \| \| Ciclista \| Ciclista \| Equipo \| Tiempo \| \| \| ------------------------- \| ------------------------- \| ------------------------- \| ------------------------- \| ------------------------- \| \| 1.º \| Gašper Katrašnik \| Adria Mobil \| 3 h 34 min 16 s \| \| \| 2.º \| Roman Maikin \| Gazprom-RusVelo \| + 0 s \| \| \| 3.º \| Rok Korošec \| My Bike-Stevens \| + 0 s \| \| \| 4.º \| Lucas Carstensen \| Bike Aid \| + 0 s \| \| \| 5.º \| Eryk Latoń \| Team Hurom \| + 0 s \| \| \| 6.º \| Batuhan Özgür \| Torku Şekerspor \| + 0 s \| \| \| 7.º \| Paolo Totò \| Sangemini-MG.Kvis-Vega \| + 0 s \| \| \| 8.º \| Ivan Balykin \| Torku Şekerspor \| + 0 s \| \| \| 9.º \| Gorazd Per \| Adria Mobil \| + 0 s \| \| \| 10.º \| Josip Rumac \| Meridiana Kamen \| + 0 s \| \| |                  |                        |                 |
| |                  |                        |                 |
| |                  |                        |                 |
| Clasificación de la etapa |                  |                        |                 |
| Ciclista | Ciclista         | Equipo                 | Tiempo          |
| 1.º | Gašper Katrašnik | Adria Mobil            | 3 h 34 min 16 s |
| 2.º | Roman Maikin     | Gazprom-RusVelo        | + 0 s           |
| 3.º | Rok Korošec      | My Bike-Stevens        | + 0 s           |
| 4.º | Lucas Carstensen | Bike Aid               | + 0 s           |
| 5.º | Eryk Latoń       | Team Hurom             | + 0 s           |
| 6.º | Batuhan Özgür    | Torku Şekerspor        | + 0 s           |
| 7.º | Paolo Totò       | Sangemini-MG.Kvis-Vega | + 0 s           |
| 8.º | Ivan Balykin     | Torku Şekerspor        | + 0 s           |
| 9.º | Gorazd Per       | Adria Mobil            | + 0 s           |
| 10.º | Josip Rumac      | Meridiana Kamen        | + 0 s           |

| \| Clasificación general \| Clasificación general \| Clasificación general \| Clasificación general \| Clasificación general \| \| Ciclista \| Ciclista \| Equipo \| Tiempo \| \| \| --------------------- \| --------------------- \| ---------------------- \| --------------------- \| --------------------- \| \| 1.º \| Gašper Katrašnik \| Adria Mobil \| 3 h 34 min 06 s \| \| \| 2.º \| Roman Maikin \| Gazprom-RusVelo \| + 4 s \| \| \| 3.º \| Rok Korošec \| My Bike-Stevens \| + 6 s \| \| \| 4.º \| Lucas Carstensen \| Bike Aid \| + 10 s \| \| \| 5.º \| Eryk Latoń \| Team Hurom \| + 10 s \| \| \| 6.º \| Batuhan Özgür \| Torku Şekerspor \| + 10 s \| \| \| 7.º \| Paolo Totò \| Sangemini-MG.Kvis-Vega \| + 10 s \| \| \| 8.º \| Ivan Balykin \| Torku Şekerspor \| + 10 s \| \| \| 9.º \| Gorazd Per \| Adria Mobil \| + 10 s \| \| \| 10.º \| Josip Rumac \| Meridiana Kamen \| + 10 s \| \| |                  |                        |                 |
| |                  |                        |                 |
| |                  |                        |                 |
| Clasificación general |                  |                        |                 |
| Ciclista | Ciclista         | Equipo                 | Tiempo          |
| 1.º | Gašper Katrašnik | Adria Mobil            | 3 h 34 min 06 s |
| 2.º | Roman Maikin     | Gazprom-RusVelo        | + 4 s           |
| 3.º | Rok Korošec      | My Bike-Stevens        | + 6 s           |
| 4.º | Lucas Carstensen | Bike Aid               | + 10 s          |
| 5.º | Eryk Latoń       | Team Hurom             | + 10 s          |
| 6.º | Batuhan Özgür    | Torku Şekerspor        | + 10 s          |
| 7.º | Paolo Totò       | Sangemini-MG.Kvis-Vega | + 10 s          |
| 8.º | Ivan Balykin     | Torku Şekerspor        | + 10 s          |
| 9.º | Gorazd Per       | Adria Mobil            | + 10 s          |
| 10.º | Josip Rumac      | Meridiana Kamen        | + 10 s          |

### 2.ª etapa
| Teslić - Bania Luka | etapa escarpada | (190 km) |

| \| Clasificación de la etapa \| Clasificación de la etapa \| Clasificación de la etapa \| Clasificación de la etapa \| Clasificación de la etapa \| \| Ciclista \| Ciclista \| Equipo \| Tiempo \| \| \| ------------------------- \| ------------------------- \| ---------------------------- \| ------------------------- \| ------------------------- \| \| 1.º \| Gašper Katrašnik \| Adria Mobil \| 3 h 56 min 06 s \| \| \| 2.º \| Nicolás Tivani \| Trevigiani-Phonix-Hemus 1896 \| + 0 s \| \| \| 3.º \| Eryk Latoń \| Team Hurom \| + 0 s \| \| \| 4.º \| Ivan Balykin \| Torku Şekerspor \| + 0 s \| \| \| 5.º \| Rok Korošec \| My Bike-Stevens \| + 0 s \| \| \| 6.º \| Attilio Viviani \| Sangemini-MG.Kvis-Vega \| + 0 s \| \| \| 7.º \| Charálampos Kastrantás \| Java-Partizan \| + 0 s \| \| \| 8.º \| Andreas Hofer \| Hrinkow Advarics Cycleang \| + 0 s \| \| \| 9.º \| Angelo Raffaele \| D'Amico-Utensilnord \| + 0 s \| \| \| 10.º \| Luca Colnaghi \| Sangemini-MG.Kvis-Vega \| + 0 s \| \| |                        |                              |                 |
| |                        |                              |                 |
| Fuente: ProCyclingStats |                        |                              |                 |
| Clasificación de la etapa |                        |                              |                 |
| Ciclista | Ciclista               | Equipo                       | Tiempo          |
| 1.º | Gašper Katrašnik       | Adria Mobil                  | 3 h 56 min 06 s |
| 2.º | Nicolás Tivani         | Trevigiani-Phonix-Hemus 1896 | + 0 s           |
| 3.º | Eryk Latoń             | Team Hurom                   | + 0 s           |
| 4.º | Ivan Balykin           | Torku Şekerspor              | + 0 s           |
| 5.º | Rok Korošec            | My Bike-Stevens              | + 0 s           |
| 6.º | Attilio Viviani        | Sangemini-MG.Kvis-Vega       | + 0 s           |
| 7.º | Charálampos Kastrantás | Java-Partizan                | + 0 s           |
| 8.º | Andreas Hofer          | Hrinkow Advarics Cycleang    | + 0 s           |
| 9.º | Angelo Raffaele        | D'Amico-Utensilnord          | + 0 s           |
| 10.º | Luca Colnaghi          | Sangemini-MG.Kvis-Vega       | + 0 s           |

## Clasificaciones finales
Las clasificaciones finalizaron de la siguiente forma:

### Clasificación general
| \| Clasificación general \| Clasificación general \| Clasificación general \| Clasificación general \| Clasificación general \| \| Ciclista \| Ciclista \| Equipo \| Tiempo \| \| \| --------------------- \| --------------------- \| ---------------------------- \| --------------------- \| --------------------- \| \| 1.º \| Gašper Katrašnik \| Adria Mobil \| 7 h 30 min 02 s \| \| \| 2.º \| Roman Maikin \| Gazprom-RusVelo \| + 14 s \| \| \| 3.º \| Nicolás Tivani \| Trevigiani-Phonix-Hemus 1896 \| + 14 s \| \| \| 4.º \| Eryk Latoń \| Team Hurom \| + 16 s \| \| \| 5.º \| Rok Korošec \| My Bike-Stevens \| + 16 s \| \| \| 6.º \| Ivan Balykin \| Torku Şekerspor \| + 20 s \| \| \| 7.º \| Lucas Carstensen \| Bike Aid \| + 20 s \| \| \| 8.º \| Angelo Raffaele \| D'Amico-Utensilnord \| + 20 s \| \| \| 9.º \| Alessandro Marinozzi \| Sangemini-MG.Kvis-Vega \| + 20 s \| \| \| 10.º \| Matteo Draperi \| Sangemini-MG.Kvis-Vega \| + 20 s \| \| |                      |                              |                 |
| |                      |                              |                 |
| Fuente: ProCyclingStats |                      |                              |                 |
| Clasificación general |                      |                              |                 |
| Ciclista | Ciclista             | Equipo                       | Tiempo          |
| 1.º | Gašper Katrašnik     | Adria Mobil                  | 7 h 30 min 02 s |
| 2.º | Roman Maikin         | Gazprom-RusVelo              | + 14 s          |
| 3.º | Nicolás Tivani       | Trevigiani-Phonix-Hemus 1896 | + 14 s          |
| 4.º | Eryk Latoń           | Team Hurom                   | + 16 s          |
| 5.º | Rok Korošec          | My Bike-Stevens              | + 16 s          |
| 6.º | Ivan Balykin         | Torku Şekerspor              | + 20 s          |
| 7.º | Lucas Carstensen     | Bike Aid                     | + 20 s          |
| 8.º | Angelo Raffaele      | D'Amico-Utensilnord          | + 20 s          |
| 9.º | Alessandro Marinozzi | Sangemini-MG.Kvis-Vega       | + 20 s          |
| 10.º | Matteo Draperi       | Sangemini-MG.Kvis-Vega       | + 20 s          |

### Clasificación de la montaña
| Clasificación de la montaña | Clasificación de la montaña | Clasificación de la montaña | Clasificación de la montaña | Clasificación de la montaña |
| Ciclista                    | Ciclista                    | Equipo                      | Puntos                      |                             |
| --------------------------- | --------------------------- | --------------------------- | --------------------------- | --------------------------- |
| 1.º                         | Rok Korošec                 | My Bike-Stevens             | 4 pts                       |                             |
| 2.º                         | Alessandro Marinozzi        | Sangemini-MG.Kvis-Vega      | 4 pts                       |                             |
| 3.º                         | Robert Jenko                | Eslovenia                   | 4 pts                       |                             |
| 4.º                         | Martin Haring               | Dukla Banská Bystrica       | 3 pts                       |                             |
| 5.º                         | Matej Drinovec              | Eslovenia                   | 2 pts                       |                             |
| 6.º                         | Andrea Garosio              | D'Amico-Utensilnord         | 1 pt                        |                             |

### Clasificación del mejor joven
| Clasificación del mejor joven | Clasificación del mejor joven | Clasificación del mejor joven | Clasificación del mejor joven | Clasificación del mejor joven |
| Ciclista                      | Ciclista                      | Equipo                        | Tiempo                        |                               |
| ----------------------------- | ----------------------------- | ----------------------------- | ----------------------------- | ----------------------------- |
| 1.º                           | Alessandro Marinozzi          | Sangemini-MG.Kvis-Vega        | 7 h 30 min 22 s               |                               |
| 2.º                           | Batuhan Özgür                 | Torku Şekerspor               | + 0 s                         |                               |
| 3.º                           | Gorazd Per                    | Adria Mobil                   | + 0 s                         |                               |
| 4.º                           | Attilio Viviani               | Sangemini-MG.Kvis-Vega        | + 0 s                         |                               |
| 5.º                           | Tomas Barta                   | Pardus-Tufo Prostejov         | + 0 s                         |                               |
| 6.º                           | Luca Colnaghi                 | Sangemini-MG.Kvis-Vega        | + 0 s                         |                               |
| 7.º                           | Tilen Finkšt                  | Ljubljana Gusto Xaurum        | + 0 s                         |                               |
| 8.º                           | Jon Božič                     | Adria Mobil                   | + 0 s                         |                               |
| 9.º                           | Žiga Horvat                   | Adria Mobil                   | + 0 s                         |                               |
| 10.º                          | Yauheni Karaliok              | Minsk Cycling Club            | + 0 s                         |                               |

### Clasificación por equipos
| Clasificación por equipos | Clasificación por equipos | Clasificación por equipos | Clasificación por equipos |
| Equipo                    | Equipo                    | Tiempo                    |                           |
| ------------------------- | ------------------------- | ------------------------- | ------------------------- |
| 1.º                       | Sangemini-MG.Kvis         | 22 h 31 min 06 s          |                           |
| 2.º                       | Torku Şekerspor           | + 0 s                     |                           |
| 3.º                       | Adria Mobil               | + 0 s                     |                           |
| 4.º                       | Hrinkow Advarics Cycleang | + 0 s                     |                           |
| 5.º                       | Hurom                     | + 0 s                     |                           |
| 6.º                       | My Bike-Stevens           | + 0 s                     |                           |
| 7.º                       | Meridiana Kamen           | + 0 s                     |                           |
| 8.º                       | Minsk Cycling Club        | + 0 s                     |                           |
| 9.º                       | Gazprom-RusVelo           | + 12 s                    |                           |
| 10.º                      | D'Amico-Utensilnord       | + 12 s                    |                           |

## Evolución de las clasificaciones
| Etapa                   | Vencedor                | Clasificación general | Clasificación de la montaña | Clasificación de los jóvenes | Clasificación por equipos |
| ----------------------- | ----------------------- | --------------------- | --------------------------- | ---------------------------- | ------------------------- |
| 1.ª                     | Gašper Katrašnik        | Gašper Katrašnik      | Rok Korošec                 | Batuhan Özgür                | Adria Mobil               |
| 2.ª                     | Gašper Katrašnik        | Gašper Katrašnik      | Rok Korošec                 | Alessandro Marinozzi         | Sangemini-MG.Kvis-Vega    |
| Clasificaciones finales | Clasificaciones finales | Gašper Katrašnik      | Rok Korošec                 | Alessandro Marinozzi         | Sangemini-MG.Kvis-Vega    |

## UCI World Ranking
La Belgrado-Bania Luka otorga puntos para el UCI Europe Tour 2018 y el UCI World Ranking, este último para corredores de los equipos en las categorías UCI WorldTeam, Profesional Continental y Equipos Continentales. Las siguientes tablas muestran el baremo de puntuación y los 10 corredores que obtuvieron más puntos:
| Posición              | 1.º | 2.º | 3.º | 4.º | 5.º | 6.º | 7.º | 8.º | 9.º | 10.º | 11.º | 12.º | 13.º-15.º | 16.º-25.º |
| Clasificación general | 125 | 85  | 70  | 60  | 50  | 40  | 35  | 30  | 25  | 20   | 15   | 10   | 5         | 3         |
| Por etapa             | 14  | 5   | 3   |     |     |     |     |     |     |      |      |      |           |           |
| Líder                 | 3   |     |     |     |     |     |     |     |     |      |      |      |           |           |

| Clasificación | Clasificación        | Clasificación                | Clasificación | Clasificación | Clasificación | Clasificación |
| Posición      | Ciclista             | Equipo                       | General       | Etapa         | Líder         | Total         |
| ------------- | -------------------- | ---------------------------- | ------------- | ------------- | ------------- | ------------- |
| 1.º           | Gašper Katrašnik     | Adria Mobil                  | 125           | 28            | 3             | 156           |
| 2.º           | Roman Maikin         | Gazprom-RusVelo              | 85            | 5             | -             | 90            |
| 3.º           | Nicolás Tivani       | Trevigiani Phonix-Hemus 1896 | 70            | 5             | -             | 75            |
| 4.º           | Eryk Latoń           | Hurom                        | 60            | 3             | -             | 63            |
| 5.º           | Rok Korošec          | My Bike Stevens              | 50            | 3             | -             | 53            |
| 6.º           | Ivan Balykin         | Torku Sekerspor              | 40            | -             | -             | 40            |
| 7.º           | Lucas Carstensen     | Bike Aid                     | 35            | -             | -             | 35            |
| 8.º           | Angelo Raffaele      | D'Amico Utensilnord          | 30            | -             | -             | 30            |
| 9.º           | Alessandro Marinozzi | Sangemini-MG.Kvis-Vega       | 25            | -             | -             | 25            |
| 10.º          | Matteo Draperi       | Sangemini-MG.Kvis-Vega       | 20            | -             | -             | 20            |